# August Cuppens
August Cuppens (Beringen, 22 mei 1862 – Loksbergen, 1 mei 1924) was een Vlaams dichter en priester.

## Levensloop
Hij was de oudste zoon van Toon Cuppens, postbode en Rosalie Bomans. Hij studeerde in het college in Beringen en ging in 1880 naar het Kleinseminarie van Sint-Truiden. Daarna studeerde hij in Luik waar hij tot priester gewijd werd op 9 april 1886.
Samen met zijn medestudenten Jacob Lenaerts en Jan Mathijs Winters stichtte hij in 1885 het tijdschrift  't Daghet in den Oosten, een taal- en volkskundig weekblad voor de provincie Limburg.
Na zijn priesteropleiding werd August Cuppens aangesteld als kapelaan in het Waalse Ans. Daarna werd hij in 1888 naar Verviers gestuurd. In 1895 werd hij rector van de Armenzusters in Luik en in 1899 kon hij terug naar Limburg als pastoor van Loksbergen. Op zijn pastorie ontving hij geregeld kunstenaars en schrijvers, zoals Hugo Verriest, Stijn Streuvels, Maria Belpaire, Alice Nahon, Jef Lynen en Jozef Geurts, de directeur van het college te Beringen. Hij onderhield een levendige briefwisseling met Guido Gezelle en Maria Belpaire. Cuppens vertaalde onder meer 58 gedichten van Gezelle naar het Frans. Hij schreef proza, poëzie en toneel. Van zijn hand verschenen vier dichtbundels en zeer vele bijdragen in allerlei letterkundige tijdschriften.
In 1900 stond August Cuppens samen met Maria Belpaire, Lodewijk Scharpé en Emiel Vliebergh aan de wieg van het tijdschrift Dietsche Warande en Belfort. Door het ondersteunen van Nederlandstalige literatuur zou dit tijdschrift ook een rol spelen in de Vlaamse ontvoogdingsstrijd. August Cuppens liet zich in deze niet onbetuigd en zou via Maria Belpaire er bij de koningin op aandringen om gedichten van hem te verspreiden onder de soldaten aan het front.

## Schrijver
In 1904 verscheen de dichtbundel Een Rooske van Overzee. In 1908 nam Cuppens de leiding over van ’t Daghet in den Oosten. Met het uitbreken van de Eerste Wereldoorlog werd de uitgave ervan gestaakt.
In 1914 schreef August Cuppens het gelegenheidsgedicht 'De Slag der Zilveren Helmen', na een gevecht tussen Duitse en Belgische troepen te Halen op 12 augustus 1914.
Hij heeft ook de mondelinge verhalen van Limburg verzameld en opgetekend in een boek Vertellingen uit Limburg (1923), dat geïllustreerd werd met pentekeningen van de in die tijd te Halen verblijvende Gaston Wallaert.
August Cuppens is het meest bekend door de tekst van het lied Onze Lieve Vrouw van Vlaanderen, dat hij maakte met de componist Lodewijk De Vocht.
Hij overleed op 1 mei 1924 op 62-jarige leeftijd te Loksbergen.

## Vernoemingen
- In Beringen werd in 1933 een bronzen gedenkplaat onthuld aan de voorgevel van het Sint-Jozefscollege. Voor de fusie droeg de plaatselijke bibliotheek er zijn naam.
- Beringen heeft een August Cuppenslaan en een toeristisch wandelpad onder de naam 'August Cuppenswandeling'.
- Loksbergen heeft een August Cuppensstraat.
- Lanaken heeft een August Cuppensstraat.
- Heusden-Zolder heeft een August Cuppenslaan